# An Endless Sporadic
An Endless Sporadic é uma banda de rock progressivo, formada em Woodland Hills, Califórnia, pelo músico Zach Kamins. A banda conta somente com dois integrantes sendo que Zach toca diversos instrumentos na banda, dente eles: guitarra, teclado, baixo e também é responsável pelos arranjos. Andy toca bateria e percussão, também é responsável pelos arranjos.
A banda lançou seu primeiro EP intitulado Ameliorate em 2006, várias canções deste EP estão presentes na trilha sonora de jogos, como Guitar Hero e Tony Hawk's American Wasteland, graças a isso o grupo ganhou uma legião de seguidores.
Em 25 de março de 2009 o grupo lança o seu primeiro álbum homônimo.
Em 16 de setembro de 2016 o grupo lançou o álbum mais recente, Magic Machine, que conta com a participação de músicos como Navene Koperweis (ex-baterista da banda Animals as Leaders), Jordan Rudess (Dream Theater, Liquid Tension Experiment), Roine Stolt e Jonas Reingold (The Flower Kings), Michael Iago Mellender (Sleepytime Gorilla Museum), entre outros.
Atualmente, a banda conta com a participação de três músicos brasileiros, dentre eles Alberto Menezes e Vinicius Cavalieri, que tocam guitarra, teclado, percussão e sopros. O terceiro brasileiro é Alexandre Rios no baixo, e Matt Graff, de Nova Iorque, assume na bateria.

## Discografia
- Ameliorate (2008) EP
- An Endless Sporadic (2009)
- Magic Machine (2016)